# Tirthadana
Tirthadana — aussi appelé Tirtha ou Tirtha-yatra — est le terme qui désigne le pèlerinage dans l'hindouisme, et dans le jaïnisme. Ce rituel religieux se déroule principalement sur les bords d'une rivière sainte, les Ghâts, il fait partie des devoirs du croyant même s'il ne doit pas être une obligation annuelle. Tirtha signifie « gué, lieu de pèlerinage » et dana « don, charité » ; tout en sachant que le dana est un tapas, une des obligations religieuses à suivre, et ce bien que dana ait plusieurs sens dans l'hindouisme.
Parmi les tirtha célèbres :
- la source du Gange : Gangotri,
- la source du Yamuna : Yamunotri,
- des festivals comme la Khumba Mela,
- des villes saintes comme Haridwar ou Vārānasī,
- des maisons de saints comme celle de Sai Baba de Sirdhi peuvent être visitées ou être le but d'un pèlerinage.